# Al-Burak
Al-Burak (arab. البراق) – miejscowość w Syrii, w muhafazie Hama. W 2004 roku liczyła 3235 mieszkańców.